# 东岳庙
東嶽廟是供奉道教神祇中專管人間生老病死的冥府之帝王神──泰山神東嶽大帝的地方。自北宋起，東嶽廟陸續遍佈中國及海外地區。東嶽大帝又称“天齊神”，東嶽廟又称“天齊廟”。
東嶽廟並不是陰廟，所謂陰廟，在道教上來說，是指祭祀無主孤魂的廟。祭祀陰界神明的廟宇，如城隍廟、地藏庵、東嶽殿、閻羅宮等，亦為神廟而非陰廟。兩者不可混淆，亦不可同日而語。
另外，位于山东省泰安市泰山南麓的岱庙，也称东岳庙，是历代帝王举行封禅大典和祭拜泰山神的地方。